# MBLAQ
MBLAQ (hangul: 엠블랙) är ett sydkoreanskt pojkband bildat 2009 av J. Tune Entertainment.
Gruppen består av de tre medlemmarna Seungho, G.O och Mir efter att de två tidigare medlemmarna Lee Joon och Thunder lämnat gruppen 2014.

## Medlemmar

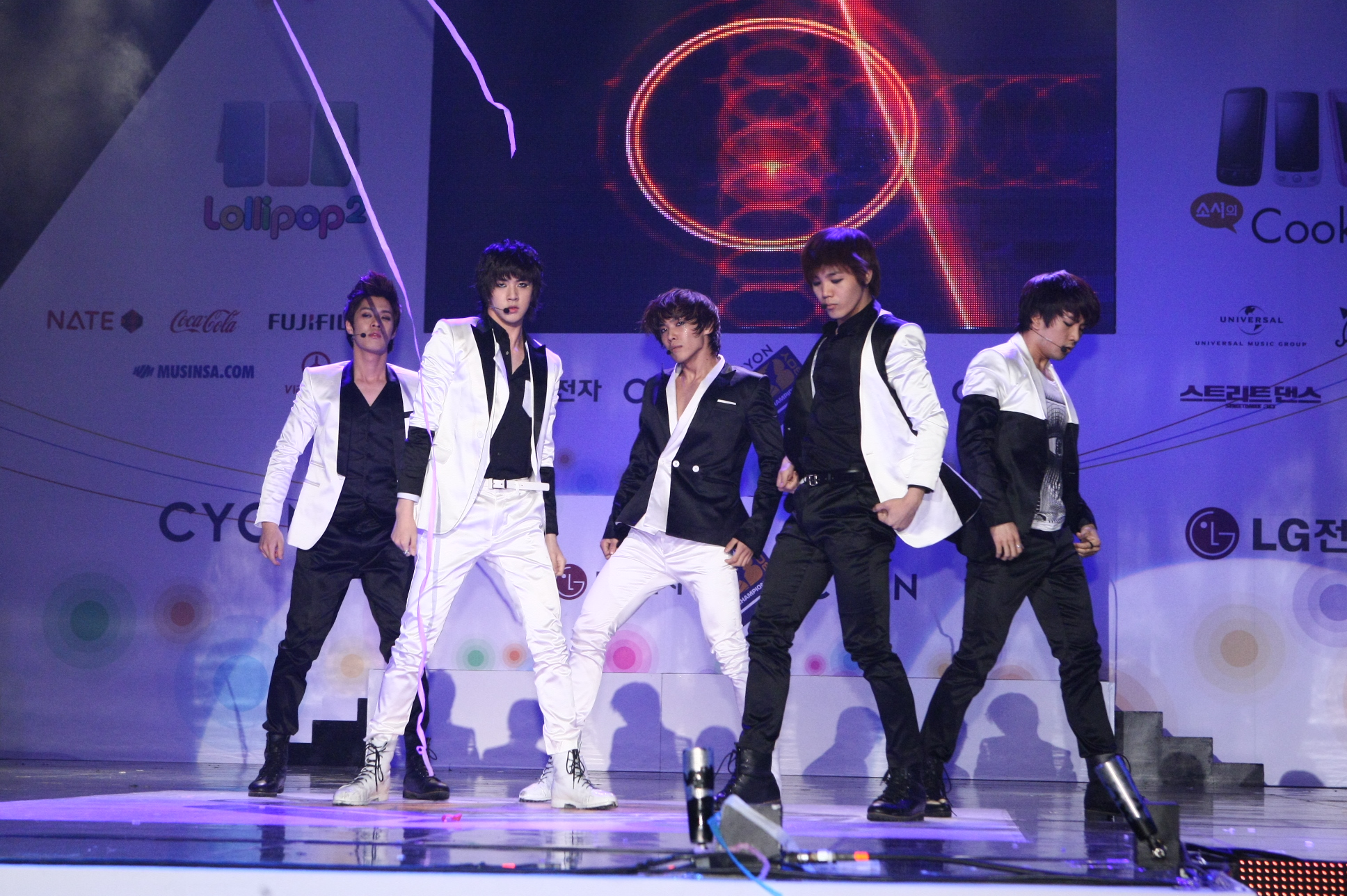
MBLAQ år 2010

| Artistnamn   | Artistnamn | Födelsenamn    | Födelsenamn | Födelsedatum    | Medlemstid |
| Romanisering | Hangul     | Romanisering   | Hangul      | Födelsedatum    | Medlemstid |
| Nuvarande    | Nuvarande  | Nuvarande      | Nuvarande   | Nuvarande       | Nuvarande  |
| ------------ | ---------- | -------------- | ----------- | --------------- | ---------- |
| Seungho      | 승호       | Yang Seung-ho  | 양승호      | 16 oktober 1987 | 2009-idag  |
| G.O          | 지오       | Jung Byung-hee | 정병희      | 6 november 1987 | 2009-idag  |
| Mir          | 미르       | Bang Chul-yong | 방철용      | 10 mars 1991    | 2009-idag  |
| Tidigare     |            |                |             |                 |            |
| Lee Joon     | 이준       | Lee Chang-sun  | 이창선      | 7 februari 1988 | 2009-2014  |
| Thunder      | 천둥       | Park Sang-hyun | 박상현      | 7 oktober 1990  | 2009-2014  |

## Diskografi

### Album
| Albuminformation                                                   | Topplacering          | Topplacering   |
| Albuminformation                                                   | Sydkorea (Gaon Chart) | Japan (Oricon) |
| ------------------------------------------------------------------ | --------------------- | -------------- |
| Just BLAQ (EP-skiva) - Släppt: 14 oktober 2009                     | 29                    | —              |
| Y (EP-skiva) - Släppt: 17 maj 2010                                 | 3                     | —              |
| BLAQ Style (Studioalbum) - Nyutgåva: 3D Edition (22 februari 2011) | 2                     | —              |
| Mona Lisa (EP-skiva) - Släppt: 12 juli 2011                        | 1                     | —              |
| 100% Ver. (EP-skiva) - Nyutgåva: BLAQ% Ver. (21 mars 2012)         | 1                     | —              |
| Sexy Beat (EP-skiva) - Nyutgåva: Love Beat (12 augusti 2013)       | 1                     | —              |
| Broken (EP-skiva) - Släppt: 24 mars 2014                           | 1                     | —              |
| Winter (EP-skiva) - Släppt: 25 november 2014                       | 5                     | —              |
| Mirror (EP-skiva) - Släppt: 9 juni 2015                            | 6                     | —              |

### Singlar
| År        | Titel                                  | Topplacering          | Topplacering   |
| År        | Titel                                  | Sydkorea (Gaon Chart) | Japan (Oricon) |
| Koreanska | Koreanska                              | Koreanska             | Koreanska      |
| --------- | -------------------------------------- | --------------------- | -------------- |
| 2009      | "Oh Yeah"                              | 158                   | —              |
| 2009      | "G.O.O.D luv"                          | 134                   | —              |
| 2010      | "Y"                                    | 5                     | —              |
| 2011      | "Cry"                                  | 20                    | —              |
| 2011      | "Stay"                                 | 16                    | —              |
| 2011      | "Again"                                | 23                    | —              |
| 2011      | "Mona Lisa"                            | 8                     | —              |
| 2011      | "You & I"                              | 55                    | —              |
| 2011      | "White Forever"                        | 44                    | —              |
| 2012      | "Scribble"                             | 8                     | —              |
| 2012      | "This Is War"                          | 6                     | —              |
| 2012      | "100%"                                 | 30                    | —              |
| 2013      | "Smoky Girl"                           | 18                    | —              |
| 2013      | "No Love"                              | 40                    | —              |
| 2014      | "Our Relationship"                     | 39                    | —              |
| 2014      | "Be a Man"                             | 19                    | —              |
| 2014      | "Spring, Summer, Autumn and... Winter" | 60                    | —              |
| 2015      | "Mirror"                               | 80                    | —              |
| Japanska  |                                        |                       |                |
| 2011      | "Your Luv"                             | —                     | 2              |
| 2011      | "Baby U!"                              | —                     | 2              |
| 2013      | "Mona Lisa"                            | —                     | 15             |
| 2014      | "Still in Love"                        | —                     | 14             |